# Sven Johne
Sven Johne (* 1976 in Bergen auf Rügen) ist ein zeitgenössischer deutscher Künstler.

## Leben und Werk
Von 1998 bis 2006 studierte Sven Johne Fotografie an der Hochschule für Grafik und Buchkunst Leipzig bei Timm Rautert.
Er lebt und arbeitet in Berlin.

## Öffentliche Sammlungen
- Musée d’Art Moderne Grand-Duc Jean Luxemburg
- Museum der bildenden Künste Leipzig
- Kunsthalle zu Kiel
- Sammlung Goetz München
- Bundessammlung zeitgenössischer Kunst Bonn
- Kunstsammlung des Freistaates Sachsen

## Ausstellungen
- 2022: Nabel der Welt, Galerie Nagel Draxler, Köln[1]
- 2018: ausgezeichnet | gefördert – Stipendiaten der Hans und Charlotte Krull Stiftung, Kommunale Galerie Berlin
- 2010: Sven Johne: Berichte zwischen Morgen und Grauen, Frankfurter Kunstverein
- 2009: Kunstpreis junger westen 09, Kunsthalle Recklinghausen
- 2009: FERNE NÄHE – >NATUR< IN DER KUNST DER GEGENWART, Kunstmuseum Bonn
- 2008: Vertrautes Terrain – Aktuelle Kunst in und über Deutschland, ZKM Karlsruhe
- 2007: Bei den Riesen, Nassauischer Kunstverein
- 2007: Seestücke – Von Max Beckmann bis Gerhard Richter, Kunsthalle Hamburg
- 2006: 40. Art Cologne, Köln
- 2006: This Land Is My Land ..., Kunsthalle Nürnberg